# 下烏斯奇基

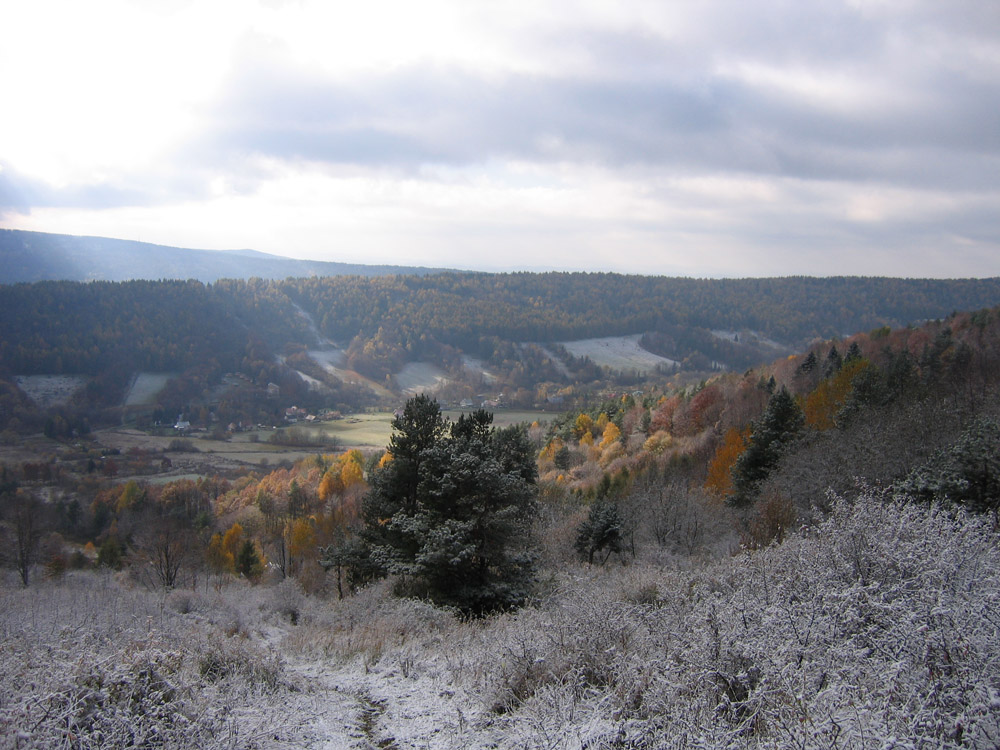

下烏斯奇基是波蘭的城鎮，位於該國東南部，毗鄰與烏克蘭接壤的邊境，由喀爾巴阡山省負責管轄，始建於十六世紀，面積16.79平方公里，海拔高度480米，2006年人口9,478。
49°26′N 22°35′E / 49.433°N 22.583°E